# Malone (Florida)
Malone ist eine Stadt im Jackson County im US-Bundesstaat Florida. Das U.S. Census Bureau hat bei der Volkszählung 2020 eine Einwohnerzahl von 1.959 ermittelt. 

## Geographie
Malone liegt rund 20 km nördlich von Marianna sowie etwa 120 km nordwestlich von Tallahassee.

## Demographische Daten
Laut der Volkszählung 2010 verteilten sich die damaligen 2088 Einwohner auf 347 Haushalte. Die Bevölkerungsdichte lag bei 257,8 Einw./km². 46,9 % der Bevölkerung bezeichneten sich als Weiße, 45,2 % als Afroamerikaner, 0,3 % als Indianer und 1,5 % als Asian Americans. 3,9 % gaben die Angehörigkeit zu einer anderen Ethnie und 2,2 % zu mehreren Ethnien an. 12,7 % der Bevölkerung bestand aus Hispanics oder Latinos.
Im Jahr 2010 lebten in 27,2 % aller Haushalte Kinder unter 18 Jahren sowie 35,5 % aller Haushalte Personen mit mindestens 65 Jahren. 61,6 % der Haushalte waren Familienhaushalte (bestehend aus verheirateten Paaren mit oder ohne Nachkommen bzw. einem Elternteil mit Nachkomme). Die durchschnittliche Größe eines Haushalts lag bei 2,35 Personen und die durchschnittliche Familiengröße bei 3,00 Personen.
9,5 % der Bevölkerung waren jünger als 20 Jahre, 45,9 % waren 20 bis 39 Jahre alt, 34,2 % waren 40 bis 59 Jahre alt und 10,5 % waren mindestens 60 Jahre alt. Das mittlere Alter betrug 38 Jahre. 83,4 % der Bevölkerung waren männlich und 16,6 % weiblich.
Das durchschnittliche Jahreseinkommen lag bei 30.721 $, dabei lebten 24,0 % der Bevölkerung unter der Armutsgrenze.
Im Jahr 2000 war englisch die Muttersprache von 100 % der Bevölkerung.

## Verkehr
Malone wird von den Florida State Roads 2 und 71 durchquert.  Der nächste Flughafen ist der Dothan Regional Airport (rund 50 km nordwestlich).